# دیکتاتور (فیلم ۱۹۱۵)
«دیکتاتور» (انگلیسی: The Dictator (1915 film)) یک فیلم به کارگردانی ادوین اس پورتر است که در سال ۱۹۱۵ منتشر شد.